# Pattie Boyd
Patricia Anne "Pattie" Weston (rojena Boyd), angleški model in fotografinja, * 17. marec 1944, Taunton, Somerset, Združeno kraljestvo.
Pattie Boyd je bila prva žena tako Georga Harrisona, kot Erica Claptona. Avgusta 2007 je objavila svojo avtobiografijo Wonderful Tonight: George Harrison, Eric Clapton, and Me. Njene fotografije Harrisona in Claptona, z naslovom Through the Eye of a Muse (Skozi muzine oči), so bile razstavljene v Dublinu, Sydneyju, Torontu, Moskvi, Londonu, Almatiju in v ZDA.

## Zgodnje življenje
Boydova se je rodila 17. marca 1944 v Tauntonu, Somerset in je bila prvi otrok Colina Iana Langdona Boyda in Diane Frances Boyd. Boydovi so se nato preselili v West Lothian, na Škotsko, kjer se je leta 1946 rodil Pattijin brat, Colin. Družina se je zatem preselila v Guildford, Surrey, kjer se je leta 1947 rodila njena sestra, Jenny. Njena najmlajša sestra, Paula, se je rodila leta 1951 v mestu Nakuru v Keniji. Boydovi so po očetovem odpustu iz Kraljevega vojnega letalstva med letoma 1948 in 1953 živeli v Nairobiju. Družina se je nato vrnila v Anglijo, kjer je Pattie dobila še dva polbrata, Davida (r. 1954) in Roberta ml. (r. 1955). Obiskovala je Hazeldean School v Putneyju, St. Agnes and St. Michael Convent Boarding School v East Grinsteadu ter St. Martha's Convent v Hadley Woodu, Hertfordshire. Leta 1962 se je preselila v London, kjer je najprej delala v frizerskem salonu Elizabeth Arden, dokler je ni stranka, ki je delala za modno revijo, navdušila nad kariero fotomodela.

## Kariera
Leta 1962 je Boydova začela z modno kariero v Londonu, New Yorku in Parizu. Fotografirala sta jo David Bailey in Terence Donovan in Boydova se je pojavila na naslovnici revije Vogue. Leta 1969 se je pojavila na naslovnici britanske in italijanske izdaje revije Vogue, skupaj z ostalimi popularnimi modeli, kot na primer Twiggy, katere prvi nastopi so temeljili na nastopih Boydove. Gloria Stavers je Boydovo povabila k pisanu kolumne za revijo 16 Magazine, Pattie pa se je pojavila tudi v televizijskem oglasu za Smith's crisps. Igrala je tudi v filmu A Hard Day's Night, kjer je spoznala Georga Harrisona.
Na valentinovo leta 2005 je Boydova prvič razstavila svoje fotografije Harrisona in Claptona na umetniški izmenjavi v San Franciscu, z naslovom Through the Eye of a Muse. Leto kasneje si je bilo razstavo možno ogledati v San Franciscu in Londonu, leta 2008 pa v La Jolli, Kalifornija. Razstava je bila še istega leta na ogled tudi v Dublinu, Torontu in Sydneyju, leta 2009 in 2010 pa v Almatiju v Kazahstanu. Njena razstava "Yesterday and Today: The Beatles and Eric Clapton" je bila na ogled na Santa Catalina Islandu, v Kaliforniji in na sedežu organizacije National Geographic Society v Washingtonu, D.C. leta 2011.
V letu 2007 je Boydova v Združenem kraljestvu objavila svojo avtobiografijo, ki vsebuje tudi nekaj njenih fotografij, z naslovom Wonderful Today: The Autobiography. V ZDA je avtobiografija izšla pod naslovom Wonderful Tonight: George Harrison, Eric Clapton, and Me. V ZDA je knjiga debitirala na vrhu seznama najbolj prodajanih knjig po časopisu New York Times.

## Osebno življenje

### Zakon z Georgem Harrisonom
Boydova je Harrisona prvič srečala med snemanjem filma A Hard Day's Night leta 1964. V filmu je nastopila kot šolarka. Njena edina vrstica v filmu je bila, ko je vprašala »Prisoners?« (»Zaporniki?«), kasneje pa se je še pojavila med skladbo »I Should Have Known Better«. Boydova je bila v tem času v zvezi s fotografom Ericom Swaynom, zato je zavrnila Harrisonovo povabilo na zmenek. Nekaj dni kasneje, po koncu njene zveze s Swaynom, je sprejela drugo Harrisonovo povabilo. Par je šel v zasebni klub The Garrick Club, kjer ju je spremljal manager Beatlov Brian Epstein. Boydova je dejala, da naj bi eden izmed prvih Harrisonovih stavkov, namenjenih njej, bil: »Se boš poročila z menoj? No, če se ne boš poročila z menoj, bi šla nocoj na večerjo z menoj?«
Z LSD-jem se je Boydova prvič seznanila v začetku leta 1965, ko ji je njen in Harrisonov zobozdravnik, John Riley med neko zabavo podtaknil kavo z mamilom. Ko so se s Harrisonom ter Johnom in Cynthio Lennon začeli poslavljati, jim je Riley povedal kaj jim je dal v pijačo zato, da bi ostali dlje na zabavi. Boydova je bila zunaj, razburjena zaradi mamila, in je grozila, da bo razbila šipo izložbe, Harrison pa jo je potegnil stran. Kasneje, med vožnjo z dvigalom, so vsi štirje mislili, da gorijo.

V istem letu se je Boydova s Harrisonom preselila v Kinfauns. Zaročila sta se 25. decembra 1965, poročila pa 21. januarja 1966, v ceremoniji na Ashley Road, Paul McCartney pa je bil priča. Par je zatem odšel na poročno potovanje na Barbados. Septembra istega leta je par odletel v Bombaj, kjer je obiskal sitarskega virtuoza, Ravija Shankarja, v London pa sta se vrnila 23. oktobra 1966.
 Naslednje leto se je Boydova udeležila živega snemanja skladbe "All You Need Is Love". Zaradi njenega zanimanja za vzhodni misticizem in članstvo v Spiritualnem gibanju, je navdihnila Beatlese za srečanje z indijskim mistikom Maharišijem Mahešem Jogijem 24. avgusta 1967 v Londonu, dan kasneje pa je skupina obiskala Maharishijev seminar v Bangorju. Februarja 1968 je Boydova spremljala Harrisona na potovanju Beatlesov k Maharishimovem templju v Rishikeshu, v Indiji. Marca 1970 sta se Harrison in Boydova preselila iz Kinfaunsa v Friar Park, viktorijanski neogotski dvorec v mestu Henley-on-Thames.
Leta 1973 je šlo z njuno poroko navzdol in Boydova je imela afero s kitaristom skupine The Faces, Rooniejem Woodom. Leta 1974 se je Boydova oddaljila od Harrisona, dokončno pa sta se ločila 9. junija 1977. Boydova je dejala, da je odločitev za ločitev od Harrisona bazirala na ponavljajočih nezaupanjih in aferah, kar je doseglo višek pri Harrisonovi aferi s prvo ženo Ringa Starrja, Maureen Starkey, kar je Boydova opisala kot kapljo čez rob. Zadnje leto njunega zakona je Boydova opisala kot "podžgano z alkoholom in kokainom". "George je kokain pretirano  užival in jaz mislim, da ga je spremenil ... zamrznil je njegova čustva in otežil njegovo srce," je o njunem zadnjem letu zakona še dejala Pattie.

### Zakon z Ericom Claptonom
Konec 60. let sta Clapton in Harrison postala dobra prijatelja in začela skupaj pisati in snemati glasbo. V tistem času se je Clapton zaljubil v Boydovo. Njegov album s skupino Derek and the Dominos, ki je izšel leta 1970, Layla and Other Assorted Love Songs, je opisoval njegovo ljubezen do Pattie, prav posebno pa s skladbo "Layla". Ko je Boydova istega leta zavrnila njegovo dvorjenje, je Clapton padel v zasvojenost s heroinom in se za tri leta umaknil iz javnosti. Boydova se je s Claptonom poročila leta 1979. Njene zunajzakonske težave so bile zakrite z njeno in Claptonovo javno podobo. Boydova je uživala alkohol in droge, nikoli pa ni postala odvisnica od drog, kot Clapton. Boydova je Claptona zapustila leta 1984, dokončno pa sta se ločila leta 1989. Njeni razlogi za ločitev so bili Clapotonova leta alkoholizma, kot tudi njegove številne afere, vključno z afero z italijanskim modelom, Lory Del Santo. Njena ločitev je bila odobrena na podlagi "nezvestobe in nerazumnega vedenja". Boydova je bila inspiracija za skladbi "Bell Bottom Blues" in "Wonderful Tonight".

### Zakon z Rodom Westonom
30. aprila 2015 se je Boydova tretjič poročila v Chelseaju. Njen mož, upravnik nepremičnin Rod Weston, je o poroki dejal: "To je že skoraj najina srebrna obletnica, zato sva menila, da je bolje, če zadevo obelodaniva."